# 彩雲邨

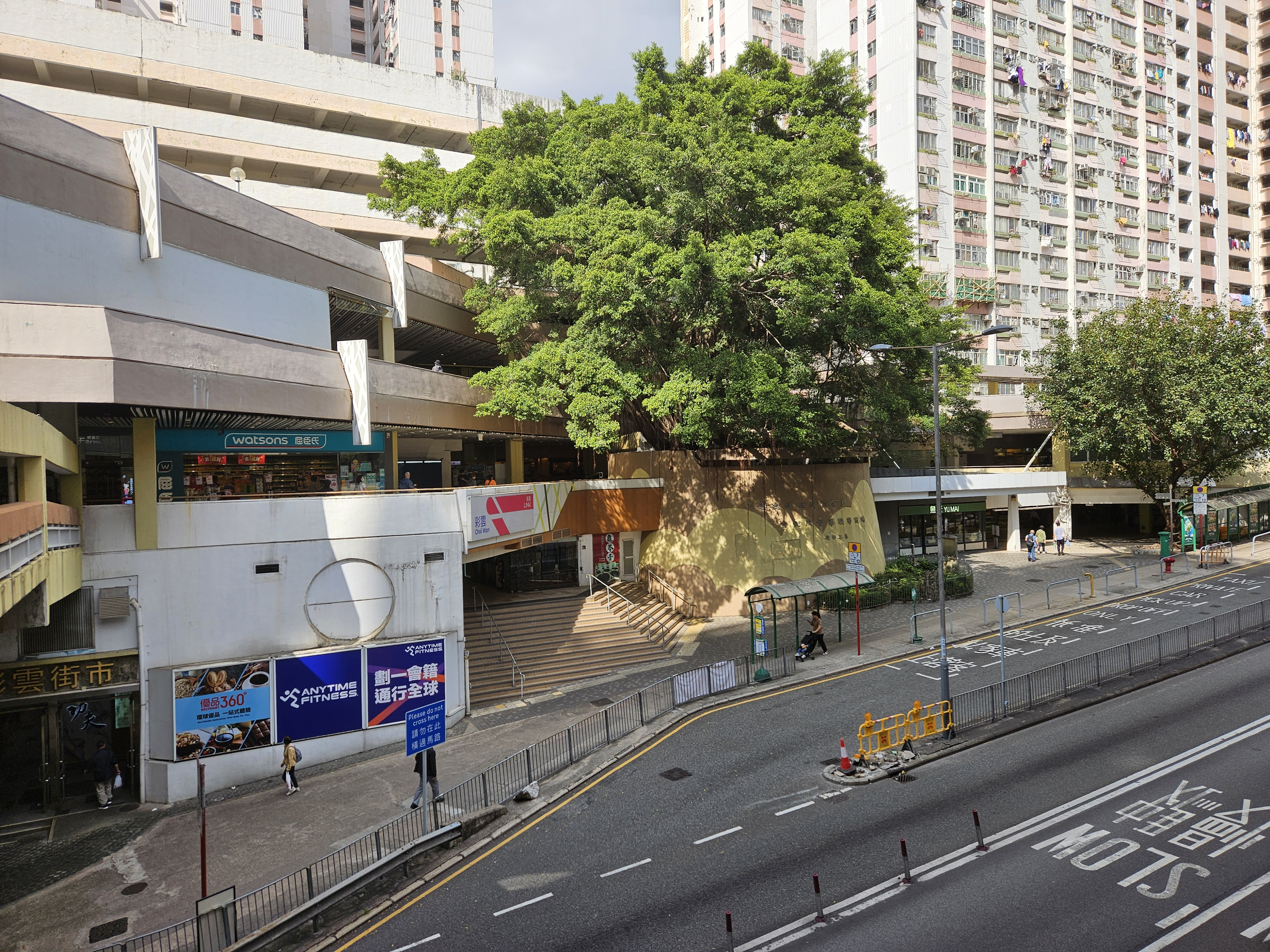
彩雲邨地標是於三期商場中心地面種了一棵大榕樹，保守估計它有60至80歲

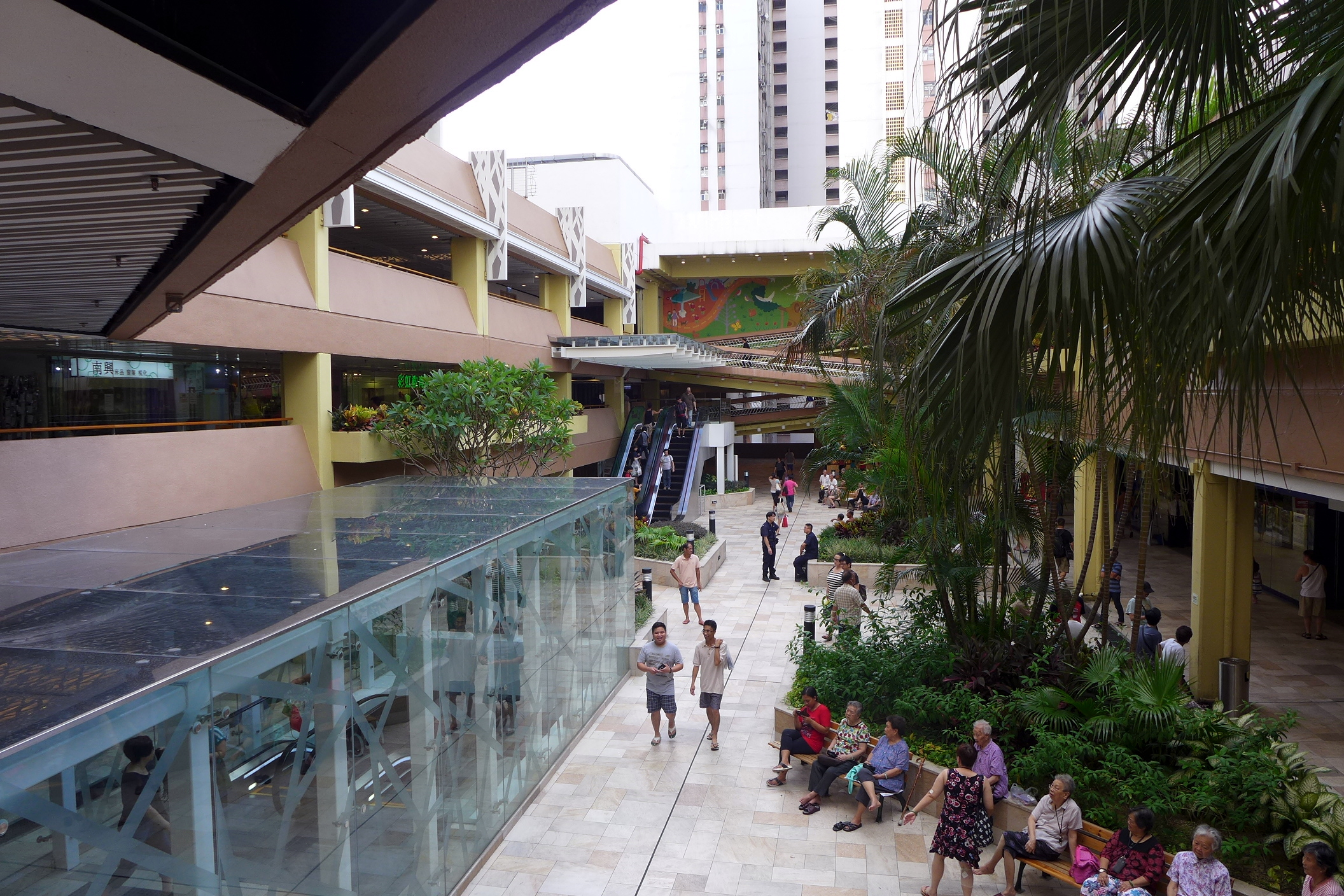
彩雲商場二期中庭

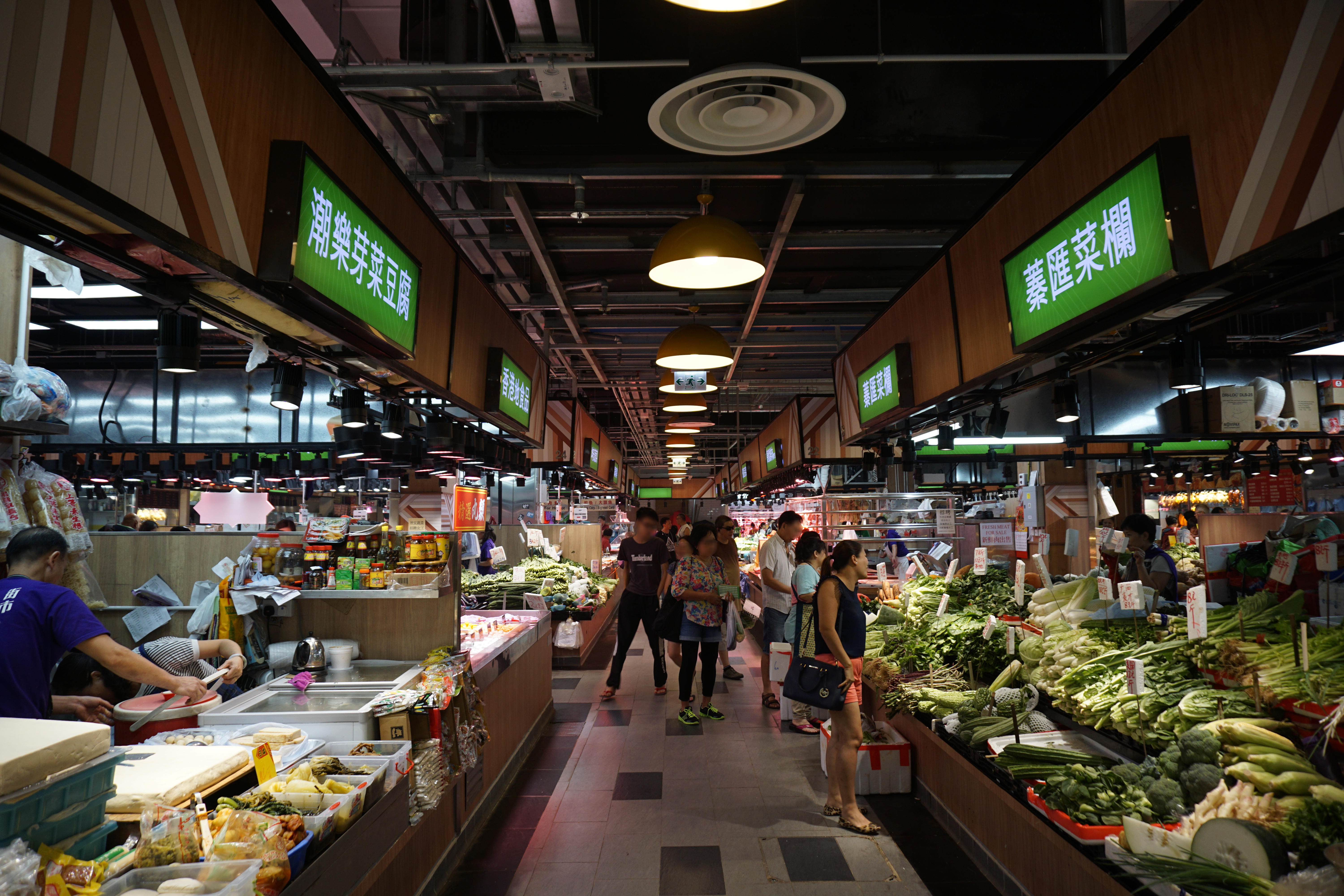
彩雲商場三期街市

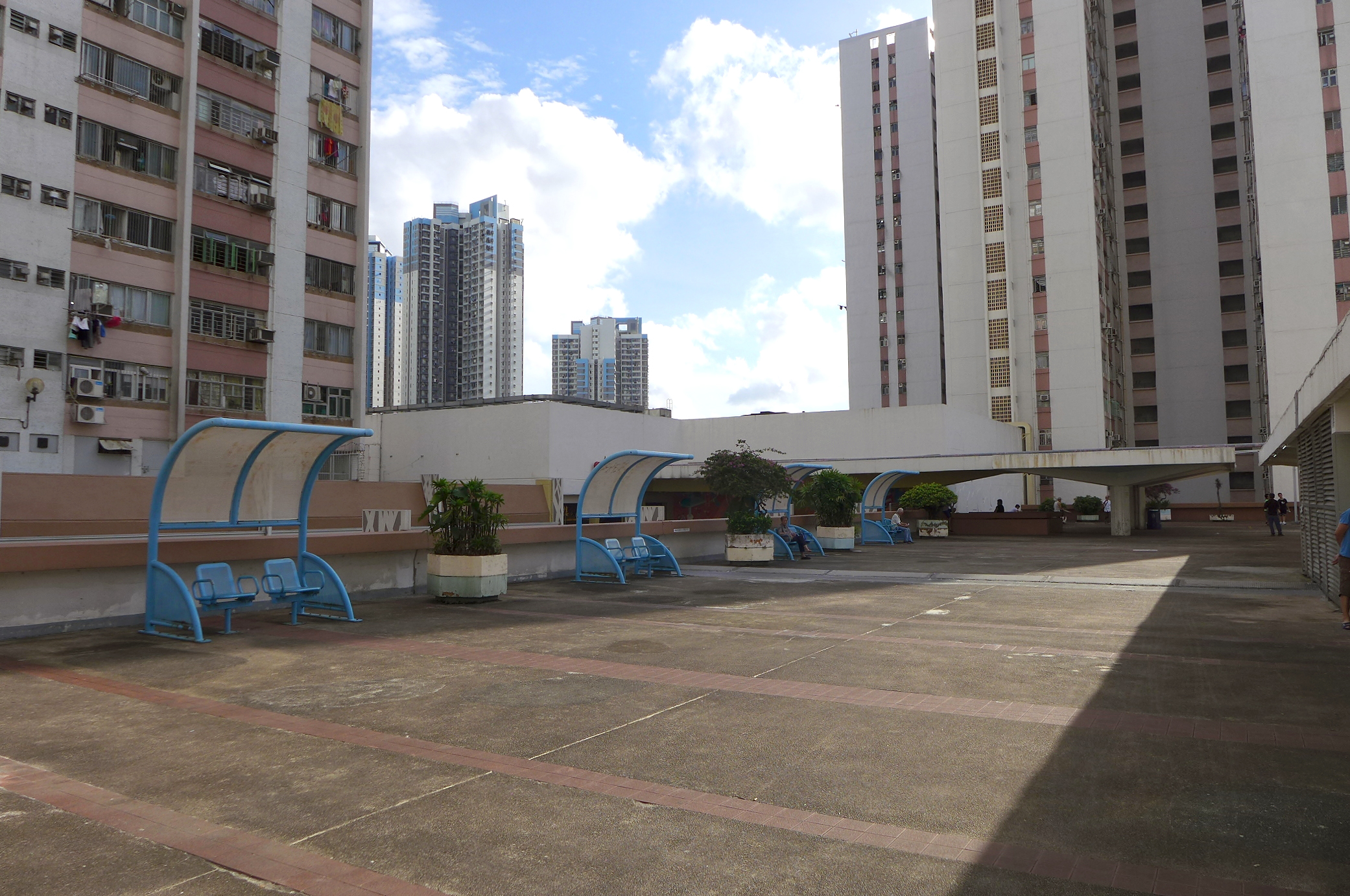
翻新前的彩雲商場天台

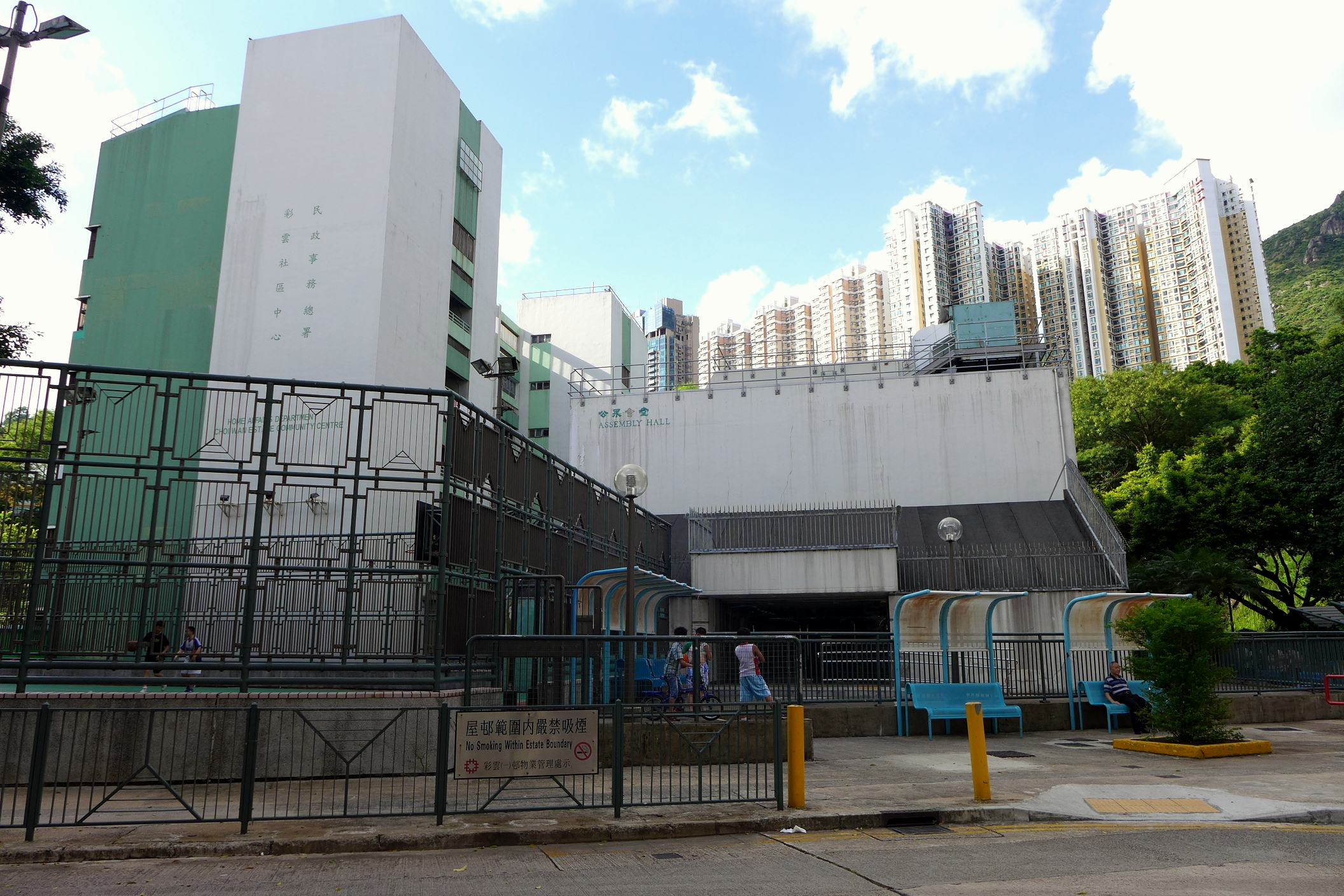
彩雲社區中心

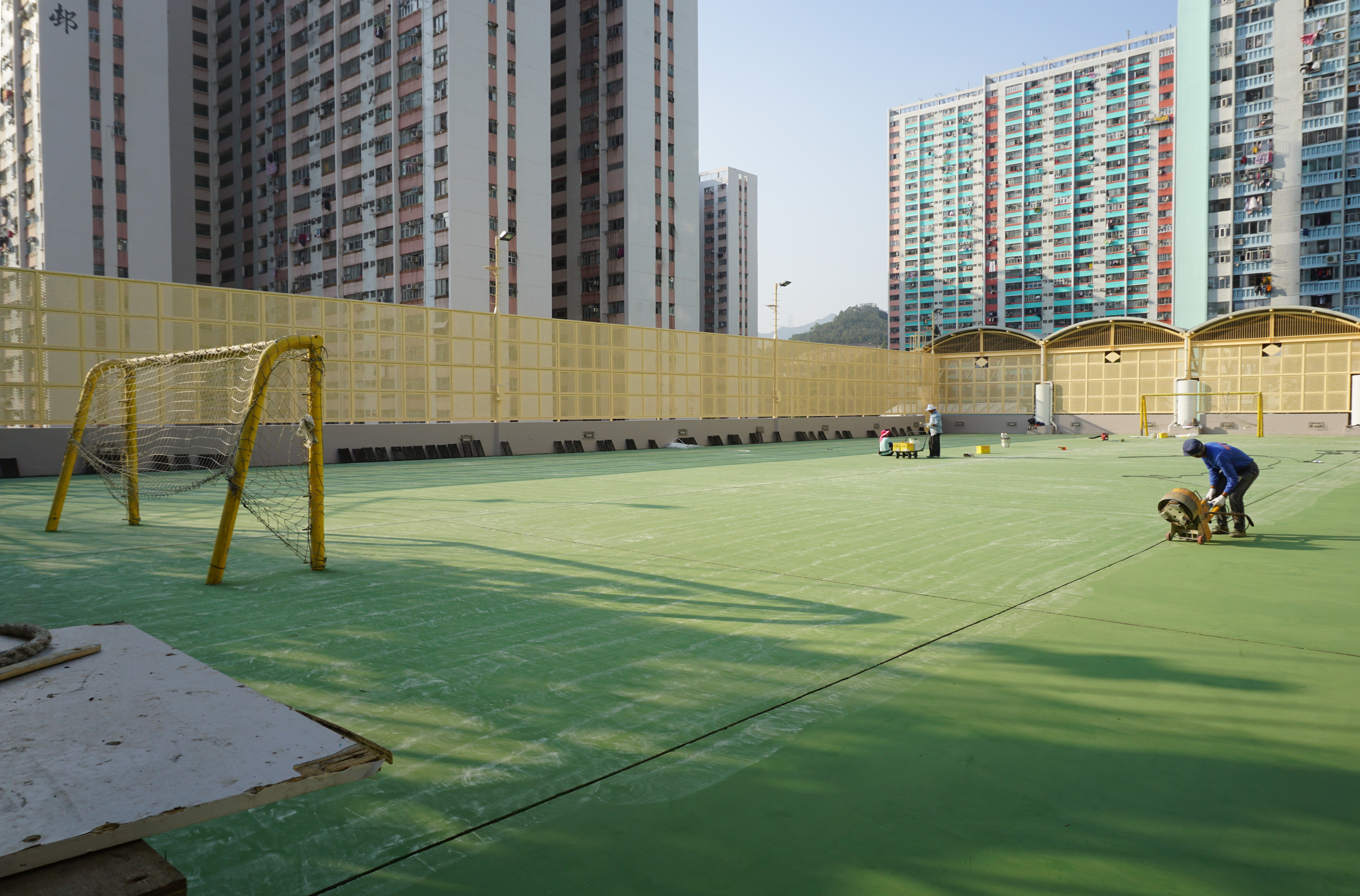
足球場

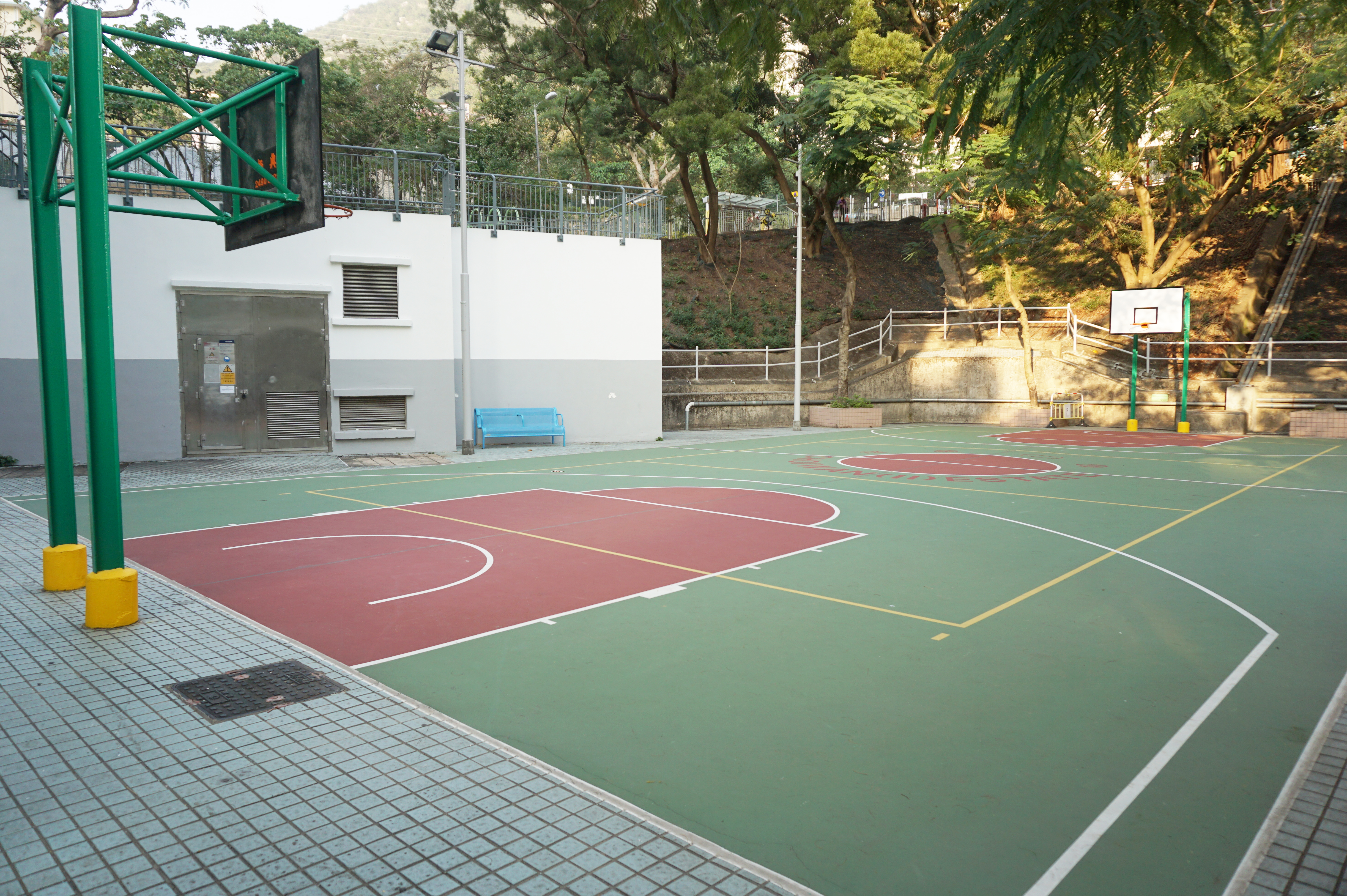
籃球場

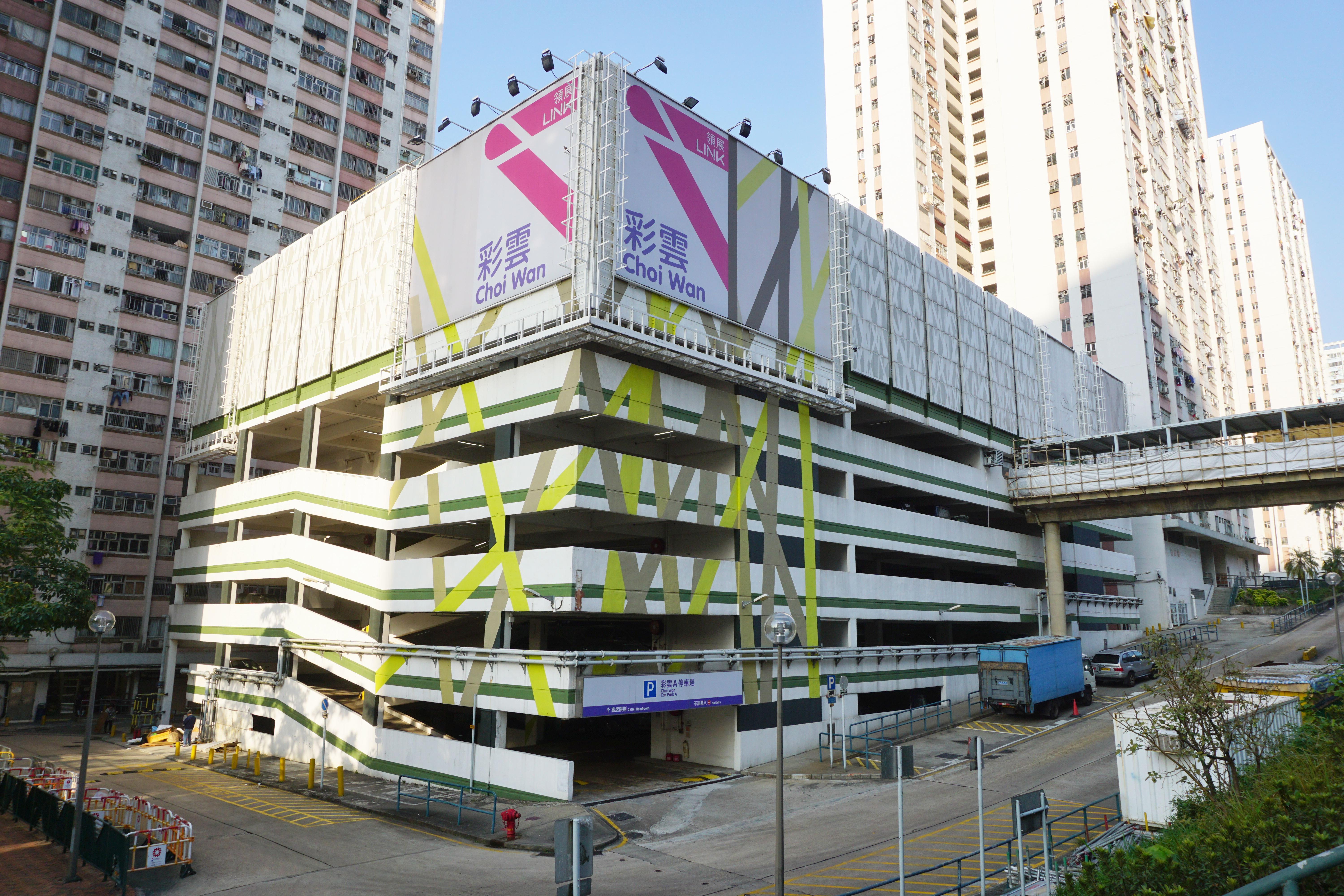
停車場

彩雲邨（英語：Choi Wan Estate）是香港的一個公共屋邨，項目編號為KL01，位於黃大仙區牛池灣，在飛鵝山山腳，為香港房屋委員會於1970年代興建的大型出租公共房屋屋邨，彩雲邨於1978–1981年間分階段落成。
而位於彩雲邨上方的彩輝邨於1995年落成；另外房委會在1990年代於彩雲邨球場上的騰空地盤加建了居屋彩峰苑，以及在邨內加設了一系列方便居民的設施（如：天橋、升降機及涼亭等）並於1997年落成。

## 歷史
1960年代至1970年代，政府因應市民的住屋需求，興建大量公共房屋。在牛池灣清水灣道附近興建一系列屋邨，包括彩虹邨、坪石邨、順利邨等。
彩雲邨在規劃時原名牛池灣邨，然而有市民認為其名字鄉土味濃不合時宜。據悉邨名由彩虹邨衍生而來，因其位置在彩虹邨之上面，意為「虹之上為雲」，故名叫彩雲，落成時改用現在的名稱。
彩雲邨原址為牛池灣鄉的一部份，原居民只是以養牛及種植為生，九龍維記牛奶有限公司曾於1940年代在此設牧牛場，為九龍北部提供鮮牛奶至1970年代止。據說當時如路經清水灣道，路旁必會見到一個由水泥倒模而成的大型牛奶瓶，這正是維記的地標。更悠久的是聖若瑟安老院，建於1919年，是歐洲的古典建築。
1932年建成的清水灣道是當年由九龍出入西貢的必經之路。1980年新清水灣道高架天橋落成後，大部份車輛改用新清水灣道往西貢，但由於西貢的人口大增及將軍澳的發展，現時新舊清水灣道在繁忙時段的車流都非常繁忙。
沿著清水灣道下地鐵站，有一間良友士多，寄居在安老院的圍牆旁。但隨著地產商拆卸安老院，士多就跟圍牆一同消失。
香港提供的熱帶風暴名称“彩雲”则来源于彩雲邨。

### 發展介紹
彩雲邨由房屋署總建築師彭玉陵先生及房屋署高級建築師周修德先生負責設計，總承建商為德臣建築有限公司（第1期）及均利建築有限公司（第2A、2B、3及4期）於1976年以「鑿山得地」的方式興建，位處黃大仙區最東面屋邨，全邨倚附在九龍第一高山飛鵝嶺腳下清水灣道斜坡之上而建，於1978年初落成二邨。其後一邨在1979年相繼落成。屋邨發展分別建有3幢雙塔式大廈以及16幢雙工字型大廈，另長連型及工字型大廈各一，合共有21座大樓，為當時全港首批及最集中雙工字型大廈的屋邨。本邨是受興建樂華邨影響，復華村平房區村民其中一條安置屋邨。
由於鄰近舊啟德機場，所以屋邨高度受到限制，最高只能建28層。另一方面，由於彩雲邨所處的地勢較高，雖然即使大樓的樓層不多，亦能突顯其巍峨矗立高低起伏的樓態，仍較當時九龍區的同類屋邨為高，景緻優美，可遠眺東九龍舊啟德機場一帶及維多利亞港，西望黃大仙、獅子山下屋邨均盡收眼底。
彩雲邨另一地標是於商場中心地面種了一棵大榕樹，已列入古樹名木冊，而且有一副由雨坊樓客所撰寫的對聯：「彩雲生祥瑞降臨家戶，古樹茂繁華映帶商場」。據悉這樹是早在屋邨初落成前已存在。

## 屋邨資料

### 樓宇
| 邨属         | 樓宇名稱（座號）            | 樓宇類型                               | 落成年份 | 層數                  | 每層伙數                        | 每座單位總數（伙） | 建築師                                  | 承建商           | 翻新前的升降機品牌  | 翻新後的升降機品牌 | 期數 |
| ------------ | --------------------------- | -------------------------------------- | -------- | --------------------- | ------------------------------- | ------------------ | --------------------------------------- | ---------------- | ------------------- | ------------------ | ---- |
| 彩雲（二）邨 | 豐澤樓（第1座） （英語：Fung Chak House）  | 雙塔式                                 | 1978年   | 23（高座） 20（低座） | 34（雙連座樓層） 17（單座樓層） | 765                | 房屋署總建築師彭玉陵、 高級建築師周修德 | 德臣建築有限公司 | 日立                | 日立               | 1    |
| 彩雲（二）邨 | 明麗樓（第2座） （英語：Ming Lai House）  | 雙塔式                                 | 1978年   | 23（高座） 20（低座） | 34（雙連座樓層） 17（單座樓層） | 765                | 房屋署總建築師彭玉陵、 高級建築師周修德 | 德臣建築有限公司 | 日立                | 日立               | 1    |
| 彩雲（二）邨 | 啟輝樓（第3座） （英語：Kai Fai House）  | 雙塔式                                 | 1978年   | 23（高座） 20（低座） | 34（雙連座樓層） 17（單座樓層） | 765                | 房屋署總建築師彭玉陵、 高級建築師周修德 | 德臣建築有限公司 | 日立                | 日立               | 1    |
| 彩雲（一）邨 | 觀日樓（第4座） （英語：Koon Yat House）  | 雙連座工字型 （第一代設計）            | 1979年   | 28                    | 30（2-26樓） 15（27-28樓）      | 780                | 房屋署總建築師彭玉陵、 高級建築師周修德 | 均利建築有限公司 | 英國通用電氣-快而安 | 三菱               | 3    |
| 彩雲（一）邨 | 伴月樓（第5座） （英語：Boon Yuet House）  | 雙連座工字型 （第一代設計）            | 1979年   | 26                    | 15（其餘樓層） 14（14樓）       | 374                | 房屋署總建築師彭玉陵、 高級建築師周修德 | 均利建築有限公司 | 英國通用電氣-快而安 | 三菱               | 3    |
| 彩雲（一）邨 | 景新樓（第6座） （英語：King San House）  | 舊長型 （中央走廊式，連接C，縮短版本） | 1980年   | 16                    | 12                              | 192                | 房屋署總建築師彭玉陵、 高級建築師周修德 | 均利建築有限公司 | 英國通用電氣-快而安 | 三菱               | 3    |
| 彩雲（一）邨 | 白虹樓（第7座） （英語：Pak Hung House）  | 單座工字型 （第一代設計）              | 1980年   | 26                    | 15（其餘樓層） 14（14樓）       | 374                | 房屋署總建築師彭玉陵、 高級建築師周修德 | 均利建築有限公司 | 英國通用電氣-快而安 | 三菱               | 3    |
| 彩雲（一）邨 | 長波樓（第8座） （英語：Cheung Bor House）  | 雙連座工字型 （第一代設計）            | 1980年   | 28                    | 30（2-26樓） 15（27-28樓）      | 780                | 房屋署總建築師彭玉陵、 高級建築師周修德 | 均利建築有限公司 | 英國通用電氣-快而安 | 三菱               | 3    |
| 彩雲（一）邨 | 銀河樓（第9座） （英語：Ngan Ho House）  | 雙連座工字型 （第一代設計）            | 1980年   | 26                    | 15（其餘樓層） 14（14樓）       | 374                | 房屋署總建築師彭玉陵、 高級建築師周修德 | 均利建築有限公司 | 英國通用電氣-快而安 | 三菱               | 3    |
| 彩雲（一）邨 | 紫霄樓（第10座） （英語：Chi Siu House） | 雙連座工字型 （第一代設計）            | 1980年   | 26                    | 15（其餘樓層） 14（14樓）       | 374                | 房屋署總建築師彭玉陵、 高級建築師周修德 | 均利建築有限公司 | 英國通用電氣-快而安 | 三菱               | 3    |
| 彩雲（一）邨 | 繡文樓（第11座） （英語：Sau Man House） | 雙連座工字型 （第一代設計）            | 1980年   | 28                    | 30（2-26樓） 15（27-28樓）      | 780                | 房屋署總建築師彭玉陵、 高級建築師周修德 | 均利建築有限公司 | 英國通用電氣-快而安 | 三菱               | 3    |
| 彩雲（二）邨 | 瓊宮樓（第12座） （英語：King Kung House） | 雙連座工字型 （第一代設計）            | 1979年   | 26                    | 15（其餘樓層） 14（14樓）       | 374                | 房屋署總建築師彭玉陵、 高級建築師周修德 | 均利建築有限公司 | 英國通用電氣-快而安 | 日立               | 2    |
| 彩雲（二）邨 | 玉宇樓（第13座） （英語：Yok Yu House） | 雙連座工字型 （第一代設計）            | 1979年   | 28                    | 30（2-26樓） 15（27-28樓）      | 780                | 房屋署總建築師彭玉陵、 高級建築師周修德 | 均利建築有限公司 | 英國通用電氣-快而安 | 日立               | 2    |
| 彩雲（一）邨 | 游龍樓（第14座） （英語：Yau Lung House） | 雙連座工字型 （第一代設計）            | 1980年   | 26                    | 15（其餘樓層） 14（14樓）       | 374                | 房屋署總建築師彭玉陵、 高級建築師周修德 | 均利建築有限公司 | 乘賓 （Sabiem）     | 通力               | 4    |
| 彩雲（一）邨 | 飛鳳樓（第15座） （英語：Fei Fung House） | 雙連座工字型 （第一代設計）            | 1980年   | 28                    | 30（2-26樓） 15（27-28樓）      | 780                | 房屋署總建築師彭玉陵、 高級建築師周修德 | 均利建築有限公司 | 乘賓 （Sabiem）     | 通力               | 4    |
| 彩雲（一）邨 | 日月樓（第16座） （英語：Yat Yuet House） | 雙連座工字型 （第一代設計）            | 1980年   | 26                    | 15（其餘樓層） 14（14樓）       | 374                | 房屋署總建築師彭玉陵、 高級建築師周修德 | 均利建築有限公司 | 乘賓 （Sabiem）     | 通力               | 4    |
| 彩雲（一）邨 | 星辰樓（第17座） （英語：Sing San House） | 雙連座工字型 （第一代設計）            | 1980年   | 28                    | 30（2-26樓） 15（27-28樓）      | 780                | 房屋署總建築師彭玉陵、 高級建築師周修德 | 均利建築有限公司 | 乘賓 （Sabiem）     | 通力               | 4    |
| 彩雲（一）邨 | 時雨樓（第18座） （英語：Sze Yu House） | 雙連座工字型 （第一代設計）            | 1980年   | 28                    | 30（2-26樓） 15（27-28樓）      | 780                | 房屋署總建築師彭玉陵、 高級建築師周修德 | 均利建築有限公司 | 乘賓 （Sabiem）     | 通力               | 4    |
| 彩雲（一）邨 | 甘霖樓（第19座） （英語：Kam Lam House） | 雙連座工字型 （第一代設計）            | 1980年   | 26                    | 15（其餘樓層） 14（14樓）       | 374                | 房屋署總建築師彭玉陵、 高級建築師周修德 | 均利建築有限公司 | 乘賓 （Sabiem）     | 通力               | 4    |
| 彩雲（一）邨 | 玉麟樓（第20座） （英語：Yuk Lun House） | 雙連座工字型 （第一代設計）            | 1981年   | 26                    | 15（其餘樓層） 14（14樓）       | 374                | 房屋署總建築師彭玉陵、 高級建築師周修德 | 均利建築有限公司 | 乘賓 （Sabiem）     | 通力               | 5    |
| 彩雲（一）邨 | 白鳳樓（第21座） （英語：Pak Fung House） | 雙連座工字型 （第一代設計）            | 1981年   | 28                    | 30（2-26樓） 15（27-28樓）      | 780                | 房屋署總建築師彭玉陵、 高級建築師周修德 | 均利建築有限公司 | 乘賓 （Sabiem）     | 通力               | 5    |

彩雲邨的所有住宅樓宇皆不設1樓。
斜體字樓宇牽涉26座問題公屋醜聞，其混凝土強度未達高層單位20.7MPa或低層單位31MPa的標準。但是，由於建造合約沒有加蓋厘印，導致索賠期限由10年縮短至2年，而房委會因此無法追討賠償。
彩雲邨的擴建部份是兩幢和諧一型樓宇，但由於相比彩雲邨現有樓宇落成期相距近二十年。該兩幢樓宇於1995年落成、房委會另作命名為彩輝邨。

### 彩雲商場
彩雲商場座落於彩雲一邨，於1979年與屋邨一同落成，提供70多間商舖，並設有熟食檔及街市。在2012年下半年，商場進行為期14個月的翻新工程，包括增設升降機和扶手電梯，以及改善商場設施等，而有關工程分批進行，2013年全部竣工。而工程影響到已開業25年的麥當勞餐廳，使麥當勞曾宣布於2012年8月19日結業，後證實只是休業。商場完成翻新後，原有的商舖包括麥當勞亦繼續在商場內營業。另外，位於彩雲商場一期的彩雲街市也於2016年翻新完成，在6月7日正式啟市，成為有冷氣的街市。
商場升降機品牌為東芝及通力（後加），扶手電梯品牌為富士達（後加）。

### 公共設施

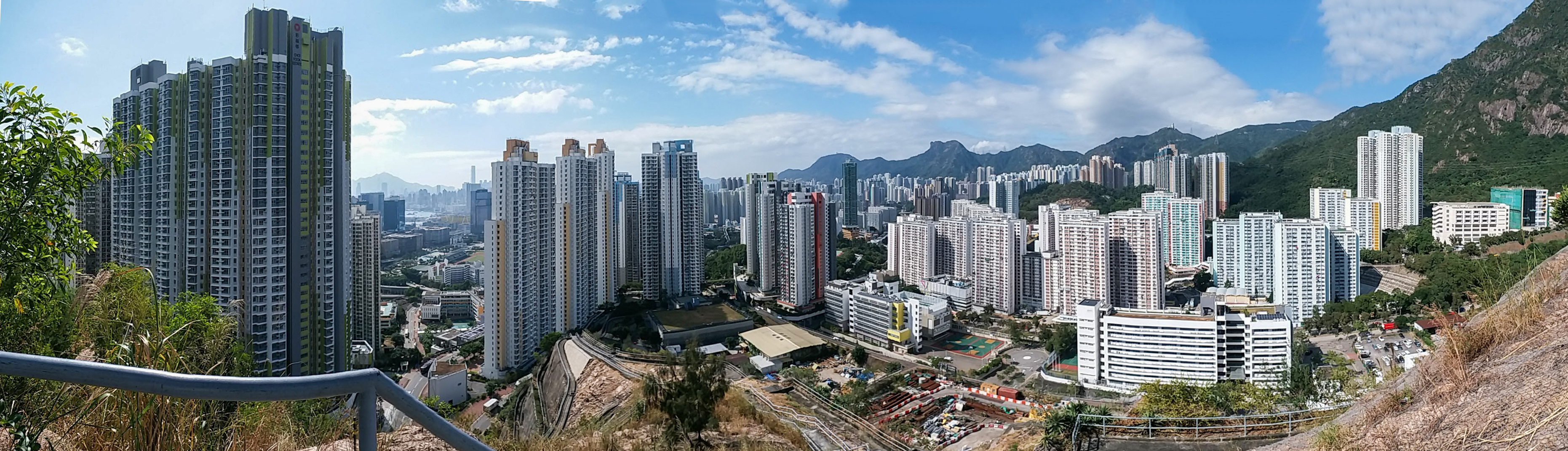
從平山望向彩福邨彩和樓、彩德邨、彩興苑、彩雲邨全貌、彩輝邨（2020年11月）

屋邨內有所有屋邨的基本設施，包括社區中心、彩雲商場、彩雲巴士總站（位於一期商場地面）。
屋邨附近設有坪石公園和坪石公園遊樂場，該公園舊址原為坪石臨時房屋區。旁邊為於2019年落成的彩興苑。

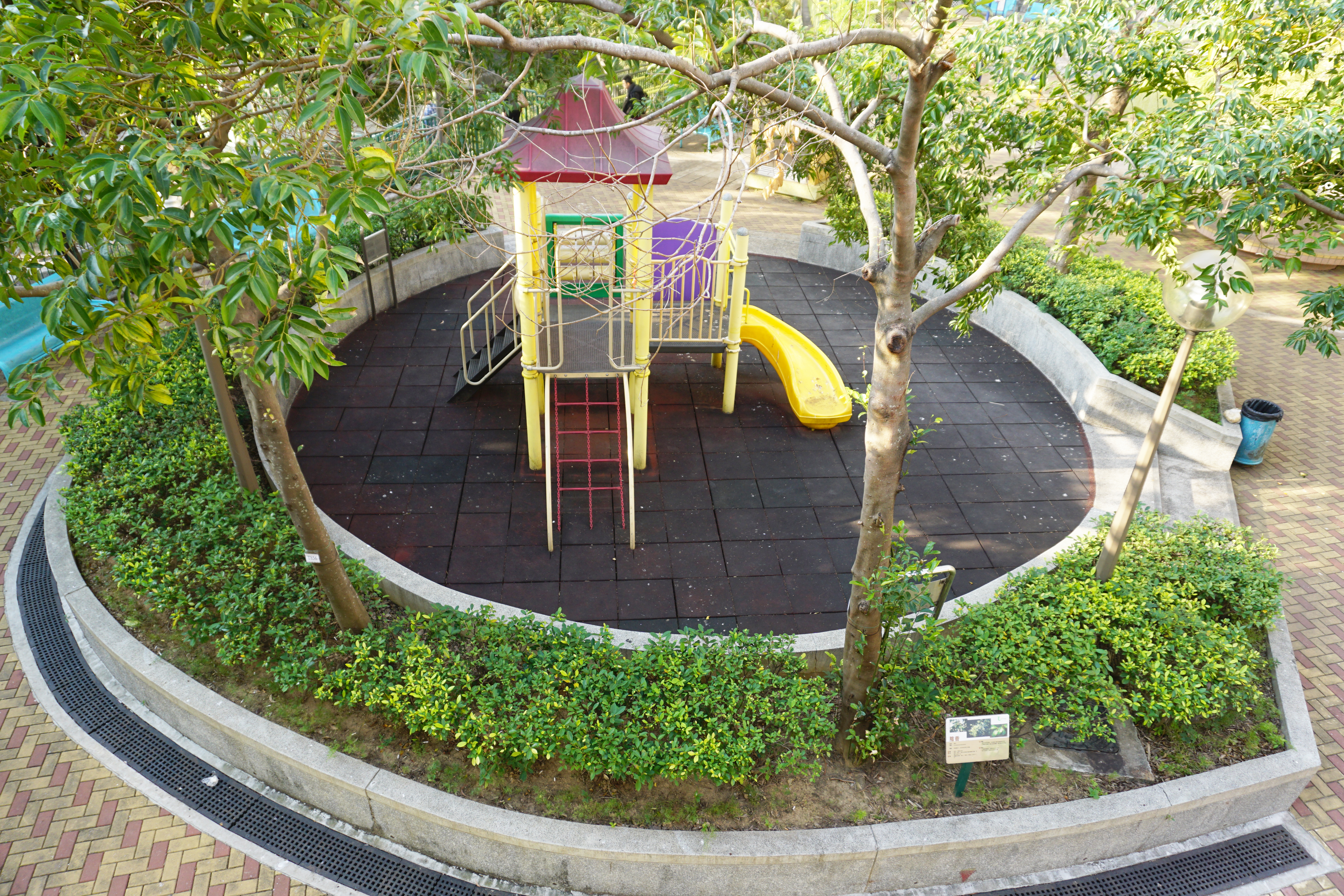
滑梯
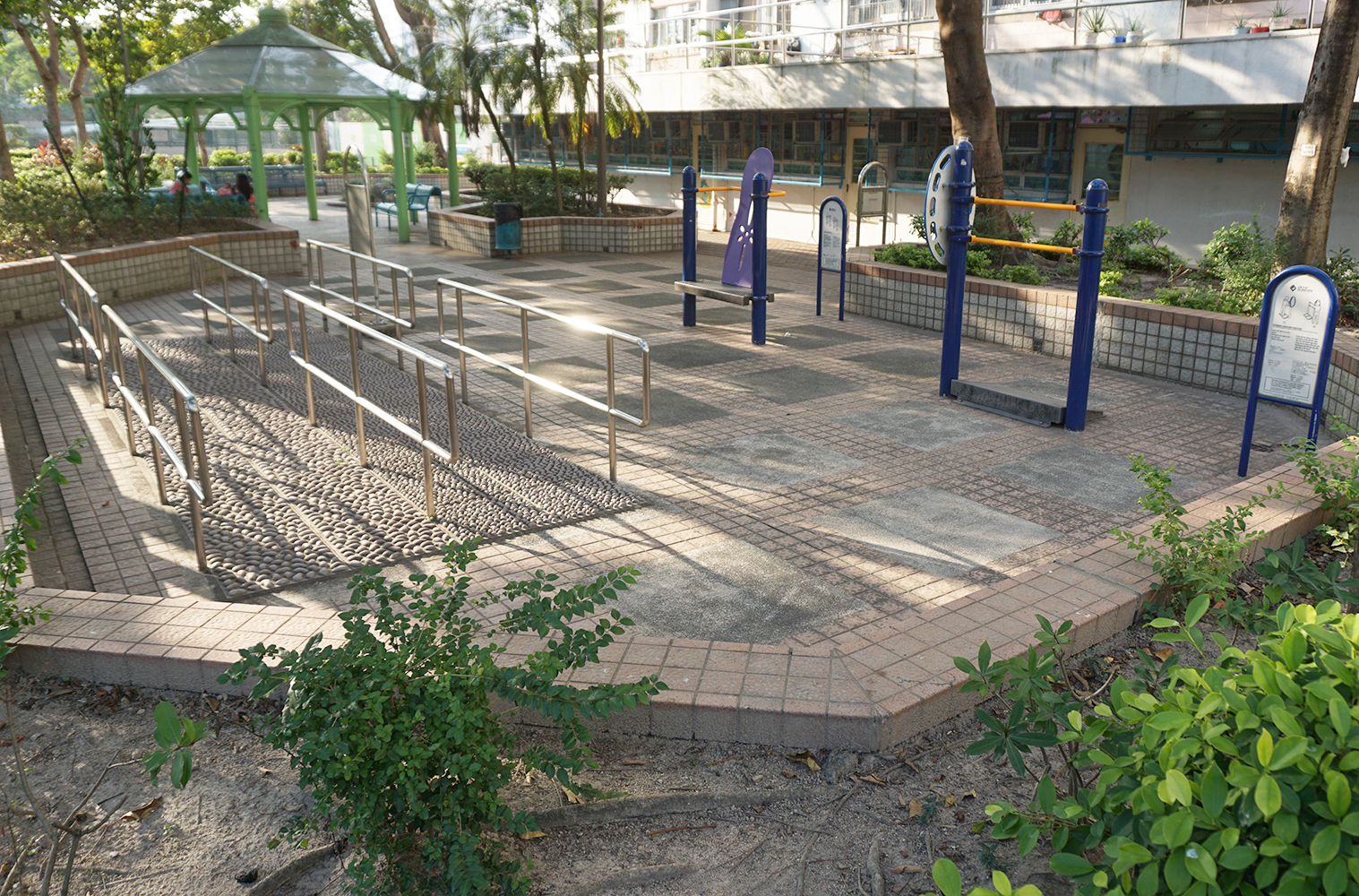
涼亭、卵石路步行徑及健體區
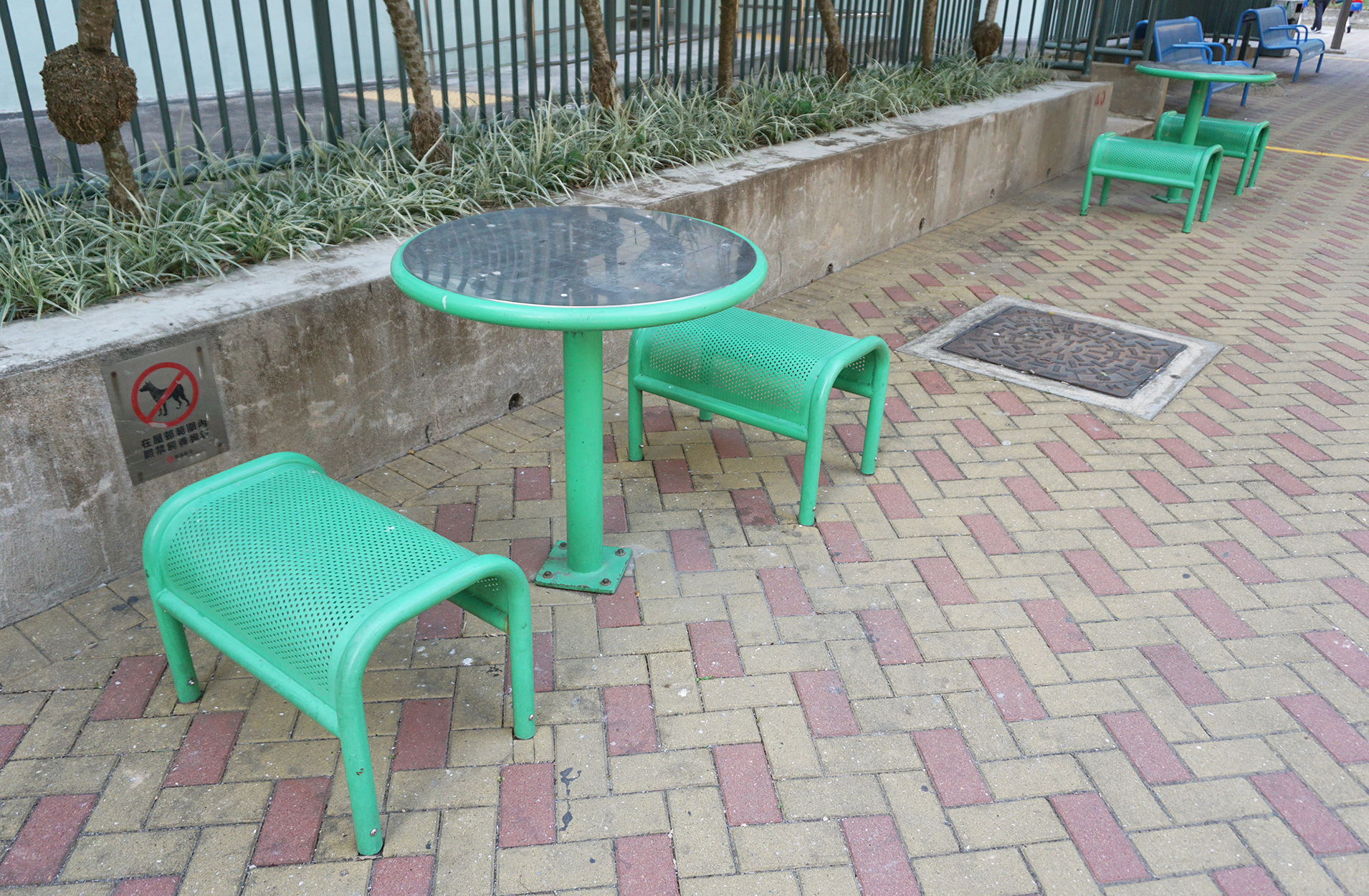
棋藝區
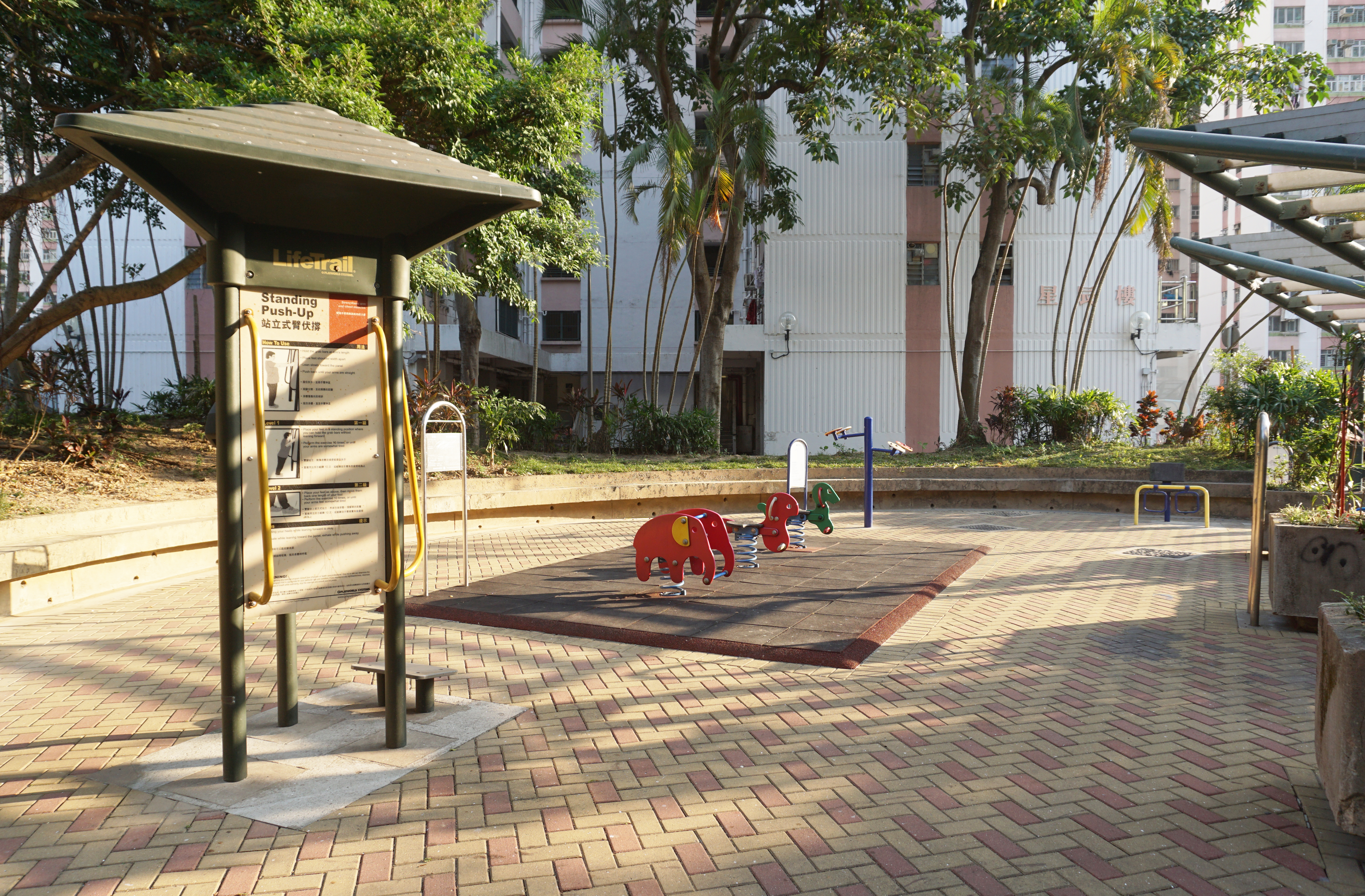
健體區及彈簧椅
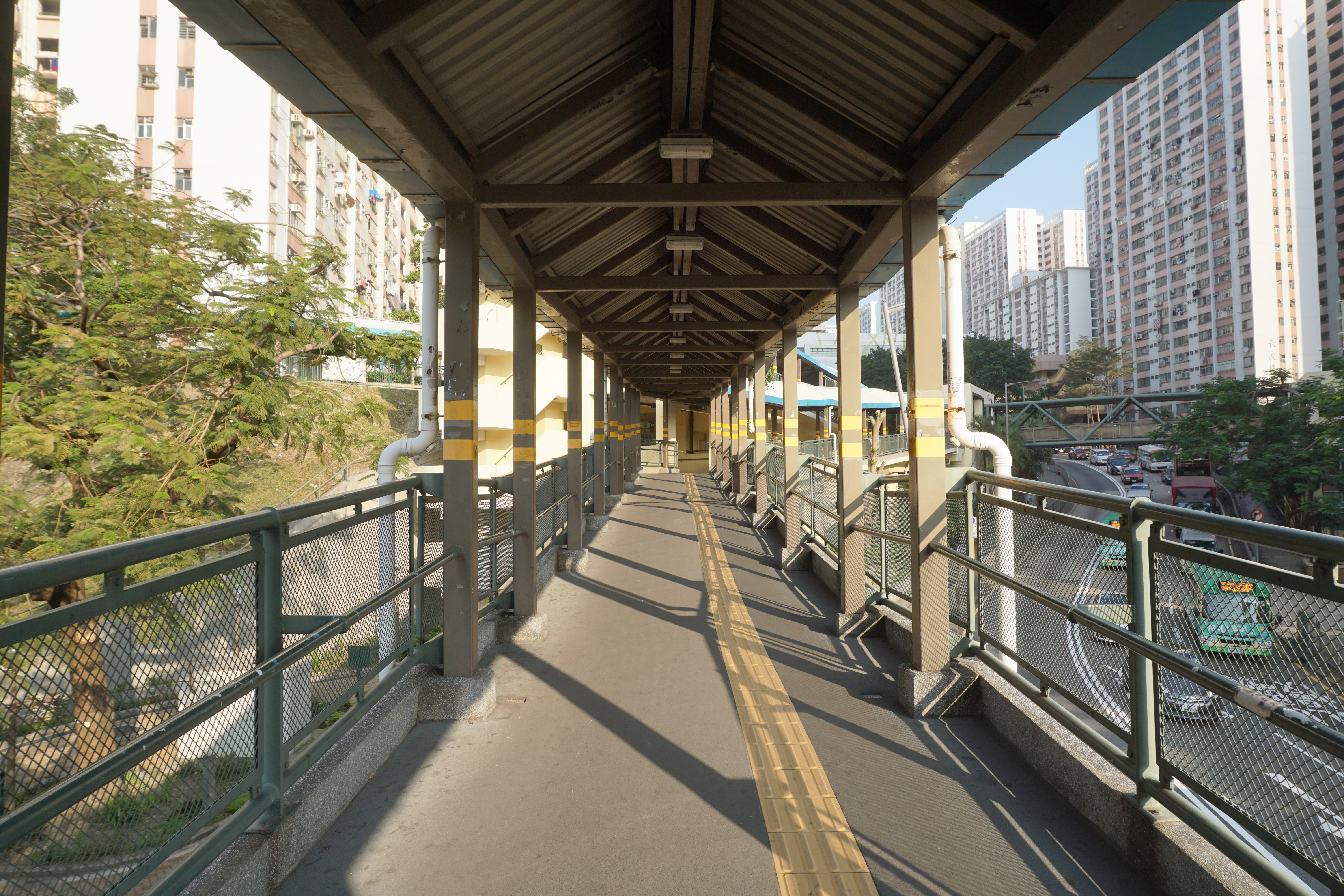
有蓋行人通道
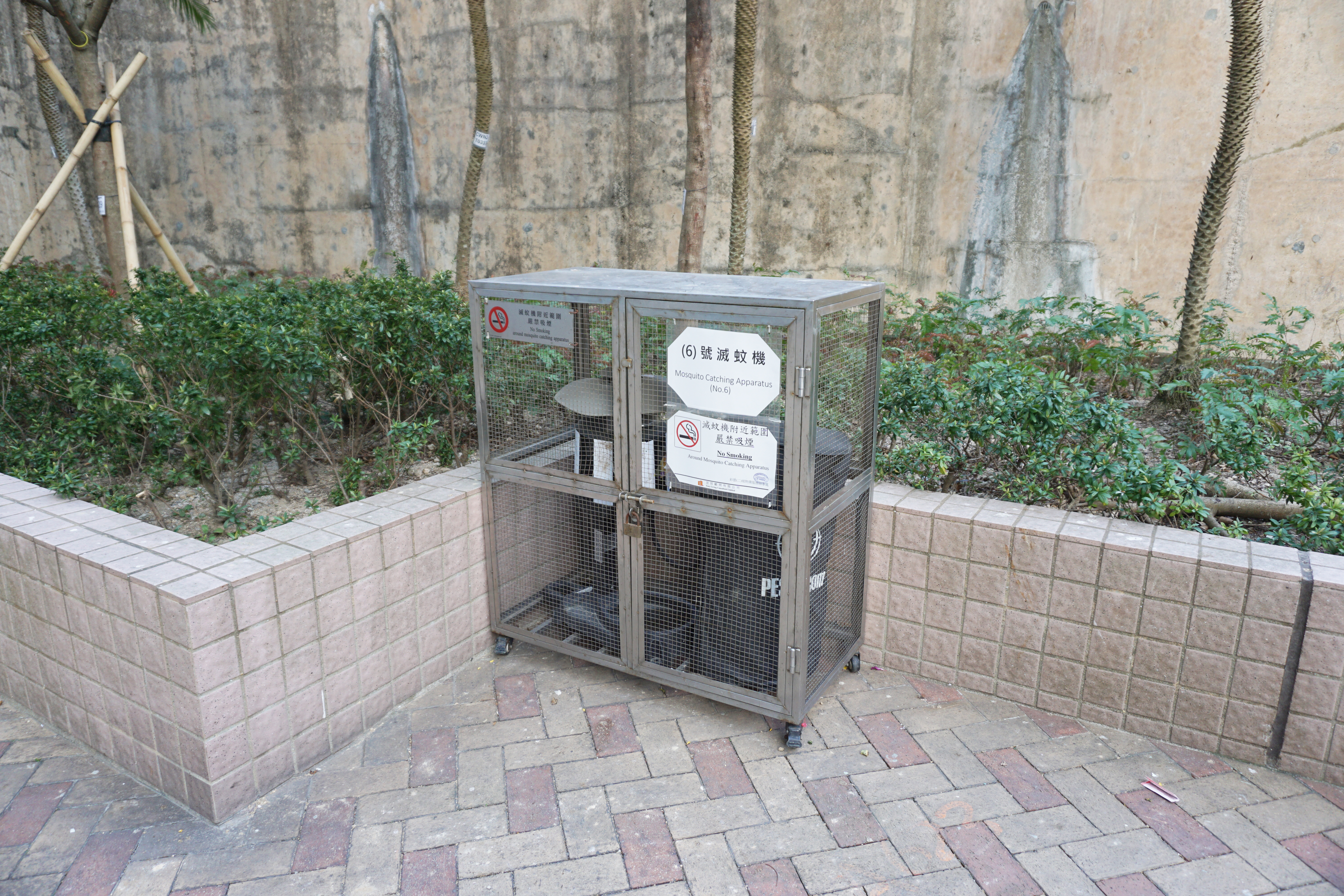
邨內近花槽設多部滅蚊機
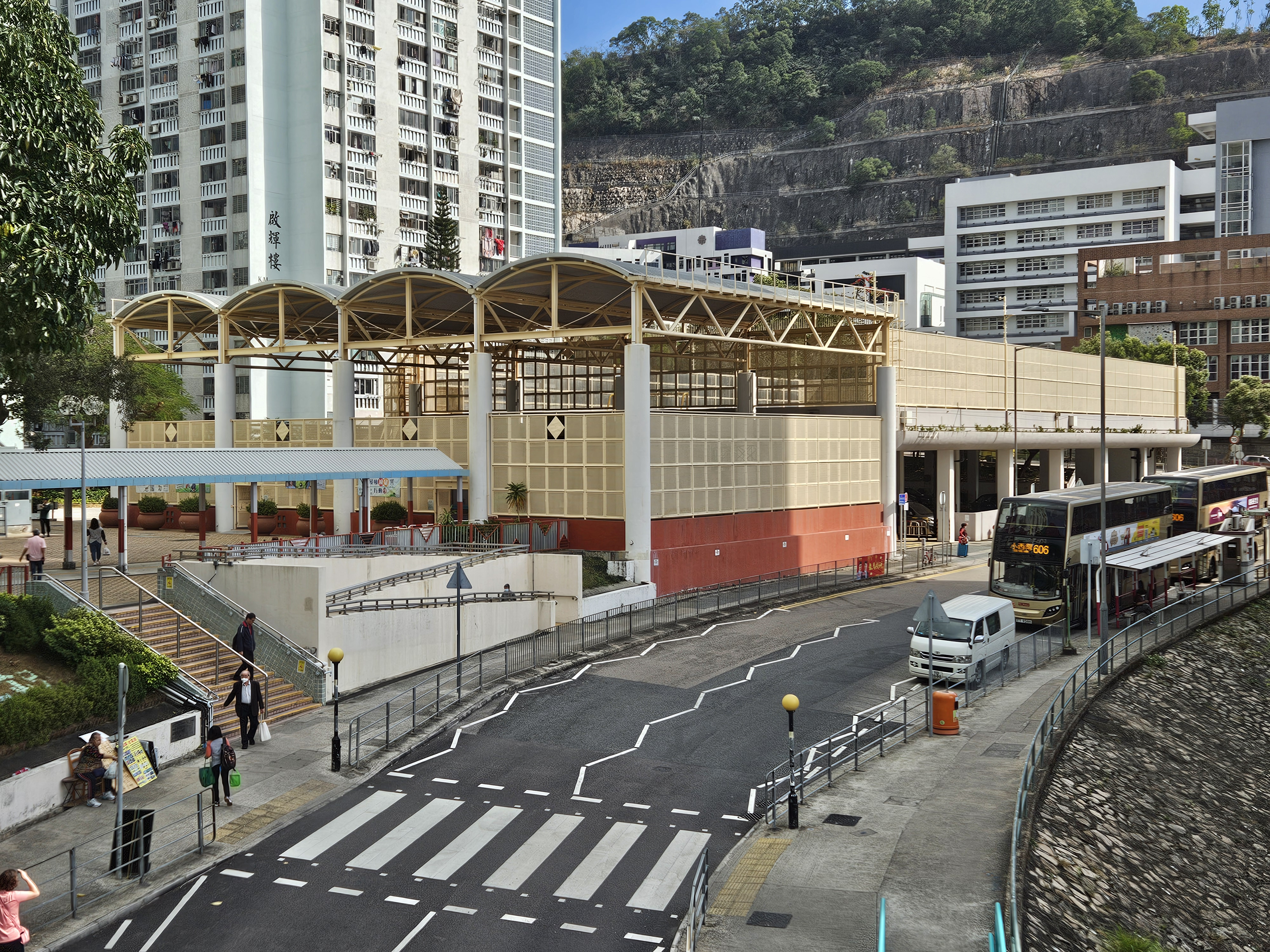
彩雲邨籃球場

### 教育設施

#### 幼稚園
- 天主教甘霖幼稚園 （页面存档备份，存于）（1982年創辦）（位於甘霖樓地下）
- 香港基督教女青年會彩雲幼兒學校 （页面存档备份，存于）（1982年創辦）（位於銀河樓地下109-114號）
- 保良局王少清幼稚園暨幼兒園 （页面存档备份，存于）（1983年創辦）（位於彩雲邨社區中心6樓）
- 香港幼稚園協會幼兒學校（2002年創辦）（位於紫霄樓地下）

#### 小學

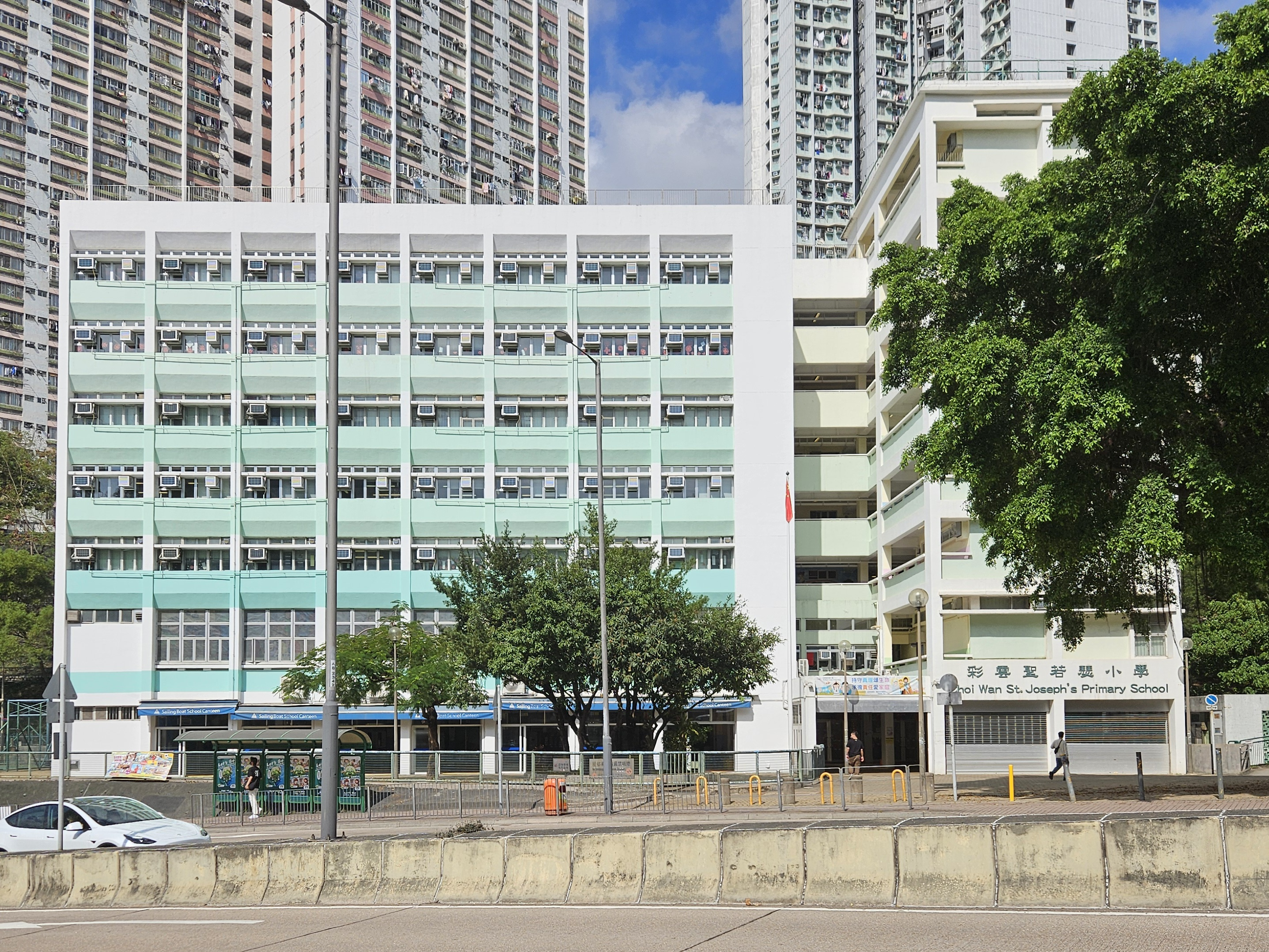
彩雲聖若瑟小學

- 彩雲聖若瑟小學 （页面存档备份，存于）（1982年創辦）

#### 中學
- 德望學校（中/小/幼）
- 聖若瑟英文中學
- 聖言中學

#### 特殊學校
- 明愛培立學校 （页面存档备份，存于）（1969年創辦）
- 保良局陳麗玲（百周年）學校 （页面存档备份，存于）（1978年創辦，已遷至土瓜灣浙江街15號新建校舍；而原址現為基督教勵行會會址）
- 香港紅十字會瑪嘉烈戴麟趾學校（平定道東10號）（1973年創辦）

彩雲聖若瑟小學原分上下午校，後來實施全日制，下午校搬出彩雲邨，遷至佐敦谷。另外，香港幼稚園協會幼兒學校的位置前身是卓群幼稚園。門外有一道滑梯。

## 軼聞
- 港產片《我愛HK開心萬歲》，以本邨作拍攝場地。
- 港產片1984年《公僕》，尾段亦以本邨作拍攝場地。
- 前地鐵公司在2006年拍攝的乘車安全電視廣告，其中一段以本邨作拍攝場地；此廣告亦是2007年兩鐵合併前，地鐵公司的最後一輯廣告。
- 長波樓 3樓和4樓的第一個單位 分別是: 彩雲商場 的 男廁 和 女廁

## 知名住客
- 石偉雄：香港體操運動員
- 徐菁遙：前無綫電視藝員

## 事件

### 伴月樓瘋婦殺子案
1980年9月28日，患有失心瘋的女子楊轉好（32歲）在伴月樓24樓殺掉兩名親生兒子，當中長子李家聯身中致命一刀，而次子李家勤亦被剖腹，幼子李家華卻逃過一劫。兇手其後被判入青山醫院治療。

### 白鳳樓弒岳母案
1982年9月3日，居於白鳳樓2104室吳嬋（62歲）逼女婿黃志明（25歲）同女兒譚麗容（19歲）離婚，更在廚房取菜刀斬兇手，黃志明以菜刀殺害岳母。1982年10月7日，黃志明被判誤殺罪成，判囚五年。

### 彩雲邨連環性侵案
1984年初，彩雲邨發生多宗風化案件。同年3月17日，色魔在清水灣道對面的前平山石礦場落網被捕。

### 血洗彩龍酒樓案
1987年10月26日，六名不明武裝分子闖彩雲邨彩龍酒樓無差別襲擊，茶客黃志豪被活活砍死。

### 游龍樓2樓命案
2001年10月2日，印度裔女子被丈夫發現倒臥在客廳中，遭人用菜刀割頸放血。

### 全球首度發現人類感染大鼠戊型肝炎個案
2018年9月28日，香港大學微生物學系宣布居住在彩雲邨低層、近垃圾槽單位的56歲換肝男病人，其糞便、血液及肝臟帶有老鼠間傳播的大鼠戊型肝炎病毒，是全球首度發現人類感染大鼠戊型肝炎個案。有低層住戶抱怨屋邨鼠患問題嚴重，而且感到十分擔心，特別是自2016年時街市裝修後，情况更為嚴重。
但房屋署發言人指未有收到居民發現鼠蹤的投訴，表示敦促清潔承辦商和街市業權人定期清洗公用地方和已在適當位置加裝鼠擋。

### 新型冠狀病毒病疫情
2020年12月，明麗樓爆發疫情，33和34室單位住戶需送往檢疫中心。
2020年12月至2021年1月期間，豐澤樓累計有九人確診，其中四宗源頭不明，污水樣本亦持續呈陽性，居民兩次須強制檢測。
2022年1月26日，政府引用限制與檢測宣告將長波樓圍封檢測，其後發現22宗個案，其中懷疑出現垂直及橫向傳播，部分居民需檢疫，而圍封檢測至1月28日，整個彩雲一邨需強制檢測。

## 外部連結
- 房委會彩雲一邨資料 （页面存档备份，存于）
- 房委會彩雲二邨資料 （页面存档备份，存于）